# Nore Station (Royal Navy)
La Nore Station fu la designazione del comando navale della Royal Navy nonché della relativa formazione navale dislocata nelle acque del Tamigi di fatto costituita a partire dal 1695. Il comando ebbe sede a Chatham ed era sottoposta al Commander-in-Chief, The Nore, un comandante operativo della Royal Navy. Le sue unità subordinate, gli stabilimenti e il personale erano a volte informalmente conosciuti come Nore Command.
Il Nore è un banco di sabbia alla foce dell'estuario del Tamigi e del fiume Medway. Col tempo il Commander-in-Chief divenne responsabile dei sottocomandi di Chatham, Londra (meno l'Ammiragliato), Sheerness, Harwich e Humber.

## Storia
Il primo Commander-in-Chief può essere considerato Stafford Fairborne, che nel 1695 fu nominato capitano della HMS London e Commander in Chief of his Majesty's shipps in the River of Thames and the Medway.
Da allora in poi, e per la maggior parte del XVIII secolo, le nomine furono fatte in modo irregolare e spesso solo per periodi di tempo limitati.
La nomina divenne permanente solo con l'incarico del commodoro George Mackenzie nel 1774.
All'inizio del XVIII secolo il titolare del posto era solitamente conosciuto come Commander-in-Chief in the Thames and Medway. Nel 1711 l'ufficio iniziò ad essere conosciuto come Commander-in-Chief in the Thames, Medway and Nore. Nel 1742 Sir Charles Hardy fu nominato Commander in chief of all the ships of war in the rivers Thames and Medway, and at the buoy of the Nore, e similmente nel 1745 Sir Chaloner Ogle, Ammiraglio del Blu, fu nominato Commander-in-Chief of HM Ships and Naval Vessels in the Rivers Thames and Medway and at the Buoy of the Nore Fearne. (come del resto lo era Isaac Townsend nel 1752).
Dal 1827 il Commander-in-Chief fu alloggiato nell'Admiralty House, Sheerness, costruita nel rinnovato Sheerness Dockyard e dal 1834 al 1899 fu anche identificato come Commander-in-Chief at Sheerness; ma a quel tempo era generalmente chiamato Commander-in-Chief at The Nore.
Dopo lo scioglimento della Home Fleet nel 1905, le navi furono divise in tre divisioni di riserva: la Divisione Nore, la Divisione Devonport e la Divisione Portsmouth. Nel 1909 la divisione fu tolta dallo status di riserva e divenne operativa come parte della 3ª e 4ª Divisione della Home Fleet. Watson, Graham.

### Anni recenti
Nel 1907 il Commander-in-Chief si trasferì in una nuova Casa dell'Ammiragliato accanto alla caserma navale (HMS Pembroke) a Chatham, l'ex Casa dell'Ammiragliato di Sheerness fu data al Commander-in-Chief della Home Fleet. La Dover Patrol, la Harwich Force e la Humber Force operarono nella Manica durante la prima guerra mondiale, ma erano responsabili dell'Ammiragliato a Londra; mentre la Nore Station era di fatto solo un fornitore di supporto a terra piuttosto che un comando con responsabilità operative.
Nel 1938 fu costruito un quartier generale sotterraneo vicino all'Admiralty House per ospitare il Commander-in-Chief insieme all'Air Officer Commanding No. 16 Group RAF, al Coastal Command e ai rispettivi staff; sedi simili furono costruite vicino agli altri Royal Dockyards. Durante la seconda guerra mondiale, il Nore assunse grande importanza e fu utilizzato per sorvegliare i convogli della costa orientale che rifornivano i porti del nord-est dell'Inghilterra.
Durante la seconda guerra mondiale, il comandante in capo del Nore, a Chatham, comprendeva otto sottocomandi, ognuno dei quali di solito comandato da un ufficiale di bandiera, un contrammiraglio o un Viceammiraglio. Includevano la stazione di Brightlingsea, Harwich, Humber, Londra (escluso l'Ammiragliato), Lowestoft, Sheerness, Southend e Yarmouth. Questi sotto-comandi furono poi suddivisi in aree di base solitamente comandate da un Ufficiale Navale in Carica (NOIC) o da un Ufficiale Navale Residenziale (RNO) che includevano le Basi Navali di Boston, Burnham-on-Crouch, Felixstowe, Gravesend, Grimsby, Immingham e Queenborough.
Con l'inizio della guerra fredda, il Nore diminuì progressivamente di importanza mentre la marina si riduceva di dimensioni. Tra il 1952 e il 1961 il Comandante in Capo, il Nore, fu nominato Comandante della Sotto-Area Nore del Canale nota come Allied Command Channel.
La cerimonia di chiusura ebbe luogo il 24 marzo 1961, quando il Queen's Colour della stazione fu formalmente deposto alla presenza dei membri del Consiglio dell'Ammiragliato, di diversi ex Commander-in-Chiefs, di altre figure civili e militari tra cui il Commander-in-Chiefs della base olandese che batteva la sua bandiera sul nuovo cacciatorpediniere olandese Limburg, che era stato invitato a partecipare".
L'incarico di comandante in capo fu infine sospeso il 31 marzo 1961.
Cecil Hampshire scrive che dal 1º aprile 1961, l'area di competenza del Nore fu divisa tra il Commander-in-Chief, Portsmouth e la Flag Officer Scotland and Northern Ireland, la linea di demarcazione era "approssimativamente a The Wash". Ai fini dell'amministrazione da quella data in poi, l'ammiraglio sovrintendente Chatham assunse anche il titolo di ufficiale di bandiera Medway.

## Commander-in-Chiefs
Comandanti includono:

### Commander-in-Chief, Thames (1695–1696)
- Commodoro Stafford Fairborne 1695
- Commodoro James Gother 1696

### Commander-in-Chief, Medway, (1698–1699)
- Capitano John Jennings (1698)
- Ammiraglio Cloudesley Shovell (1698–1699)

### Commander-in-Chief, Thames and Medway, (1706–1711)
- Capitano Robert Fairfax (1706)
- Vice-Ammiraglio John Jennings (1708)

### Commander-in-Chief, Thames, Medway and Nore, (1711–1747)
- Retro-Ammiraglio Thomas Hardy (1711–1712) [38]
- Capitano George St Lo (1712–1714)
- Capitano John Balchen (1716)
- Retro-Ammiraglio William Caldwell (1717) No
- Capitano Nicholas Haddock (1732)
- Ammiraglio George Walton (1734–1735)
- Commodoro Charles Brown (1741)
- Commodoro Christopher O'Brien (1742–1743)
- Commodoro Charles Cotterell (1744–1745)
- Commodoro Thomas Smith (1745)
- Ammiraglio Chaloner Ogle (1745–1746)[39]
- Commodoro Edward Boscawen (1746)
- Vice-Ammiraglio Perry Mayne (1746–1747)

### Commander-in-Chief, Medway and at the Nore, (1747–1797)
- Retro-Ammiraglio Henry Osborn (1747–1748)
- Commodoro Temple West (1748)
- Commodoro George Townshend (1748–1749)
- Ammiraglio Isaac Townsend (1752)
- Commodoro Francis Geary (1757–1758) [40]
- Commodoro William Boys (1759–1761) [41]
- Commodoro William Gordon (1762–1765) [42]
- Commodoro William Saltern Willett (1766–1769) No
- Commodoro Christopher Hill (1770)
- Retro-Ammiraglio Peter Denis (1771)
- Commodoro George Mackenzie (1774–1775)
- Commodoro Edward Vernon (1775–1776)
- Retro-Ammiraglio John Campbell (1778)
- Vice-Ammiraglio Robert Roddam (1778–1783) [43]
- Commodoro Walter Stirling (1783–1785)
- Commodoro Andrew Hamond (1785–1788) [44]
- Vice-Ammiraglio Richard Edwards (1788) [45]
- Commodoro Skeffington Lutwidge (1788–1789)
- Commodoro Thomas Pasley (1789–1791)
- Commodoro William Locker (1792)
- Commodoro George Murray (1792–1793)
- Vice-Ammiraglio John Dalrymple (1793–1795)
- Vice-Ammiraglio George Collier (1795)
- Vice-Ammiraglio Charles Buckner (1795–1797) [46]

### Commander-in-Chief, Nore, (1797–1834)
- Vice-Ammiraglio Skeffington Lutwidge (1797–1798)
- Vice-Ammiraglio Thomas Pasley (1798–1799)
- Vice-Ammiraglio Alexander Graeme (1799–1803)
- Vice-Ammiraglio Lord Keith (1803–1807) (formed part of North Sea Command)
- Vice-Ammiraglio Thomas Wells (1807–1810)
- Vice-Ammiraglio Henry Stanhope (1810–1811)
- Vice-Ammiraglio Thomas Williams (1811–1814)
- Vice-Ammiraglio Charles Rowley (1815–1818)
- Vice-Ammiraglio John Gore (1818–1821)
- Vice-Ammiraglio Benjamin Hallowell (1821–1824)
- Vice-Ammiraglio Robert Moorsom (1824)
- Vice-Ammiraglio Henry Blackwood (1827–1830)
- Vice-Ammiraglio John Beresford (1830–1833)
- Vice-Ammiraglio Richard King (1833–1834)

### Commander-in-Chief, Sheerness, (1834–1899)
- Vice-Ammiraglio Charles Elphinstone Fleeming (1834–1837)
- Vice-Ammiraglio Robert Otway (1837–1840)
- Vice-Ammiraglio Henry Digby (1840–1841)
- Vice-Ammiraglio Edward Brace (1841–1843) No
- Vice-Ammiraglio John White (1844–1845) No
- Vice-Ammiraglio Edward Durnford King (1845–1848)
- Vice-Ammiraglio George Elliot (1848–1851)
- Vice-Ammiraglio Josceline Percy (1851–1854)
- Vice-Ammiraglio William Gordon (1854–1857)
- Vice-Ammiraglio Edward Harvey (1857–1860)
- Vice-Ammiraglio William Hope-Johnstone (1860–1863)
- Vice-Ammiraglio George Lambert (1863–1864)
- Vice-Ammiraglio Charles Talbot (1864–1866)
- Vice-Ammiraglio Baldwin Walker (1866–1869)
- Vice-Ammiraglio Richard Warren (1869–1870)
- Vice-Ammiraglio Charles Elliot (1870–1873)
- Vice-Ammiraglio George Hastings (1873–1876)
- Vice-Ammiraglio Henry Chads (1876–1877)
- Vice-Ammiraglio William King-Hall (1877–1879)
- Vice-Ammiraglio Reginald Macdonald (1879–1882)
- Vice-Ammiraglio Edward Rice (1882–1884)
- Vice-Ammiraglio John Corbett (1884–1885)
- Vice-Ammiraglio Ernesto Leopoldo di Leiningen (1885–1887)
- Vice-Ammiraglio Charles Waddilove (1887–1888)
- Vice-Ammiraglio Thomas Lethbridge (1888–1890)
- Vice-Ammiraglio Charles Curme (1890–1892) No
- Vice-Ammiraglio Algernon Heneage (1892–1894)
- Vice-Ammiraglio Richard Wells (1894–1896)
- Vice-Ammiraglio Henry Nicholson (1896–1897)
- Vice-Ammiraglio Charles Hotham (1897–1899)

### Commander-in-Chief, Nore, (1899–1961)
- Vice-Ammiraglio Nathaniel Bowden-Smith (1899–1900)
- Vice-Ammiraglio William Kennedy (1900–1901)
- Vice-Ammiraglio Albert Markham (1901–1903)
- Ammiraglio Hugo Pearson (1903–1907)
- Ammiraglio Gerard Noel (1907–1908)
- Ammiraglio Charles Drury (1908–1911)
- Ammiraglio Richard Poore (1911–1915)
- Ammiraglio George Callaghan (1915–1918)
- Ammiraglio Doveton Sturdee (1918–1921)
- Ammiraglio Hugh Evan-Thomas (1921–1924)
- Vice-Ammiraglio William Goodenough (1924–1927)
- Ammiraglio Edwyn Alexander-Sinclair (1927–1930)
- Ammiraglio Reginald Tyrwhitt (1930–1933)
- Vice-Ammiraglio Hugh Tweedie (1933–1935)
- Vice-Ammiraglio Edward Evans (1935–1939)
- Ammiraglio Studholme Brownrigg (1939)
- Ammiraglio Reginald Plunkett (1939–1941)
- Ammiraglio George Lyon (1941–1943)
- Ammiraglio John Tovey (1943–1946)
- Ammiraglio Harold Burrough (1946–1948)
- Ammiraglio Henry Moore (1948–1950)
- Ammiraglio Cecil Harcourt (1950–1952)
- Ammiraglio Cyril Douglas-Pennant (1952–1953)
- Ammiraglio Geoffrey Oliver (1953–1955)
- Ammiraglio Frederick Parham (1955–1958)
- Ammiraglio Robin Durnford-Slater (1958–1961)